# Lengenwang
Lengenwang es un municipio en el distrito de Algovia Oriental en Baviera en Alemania.

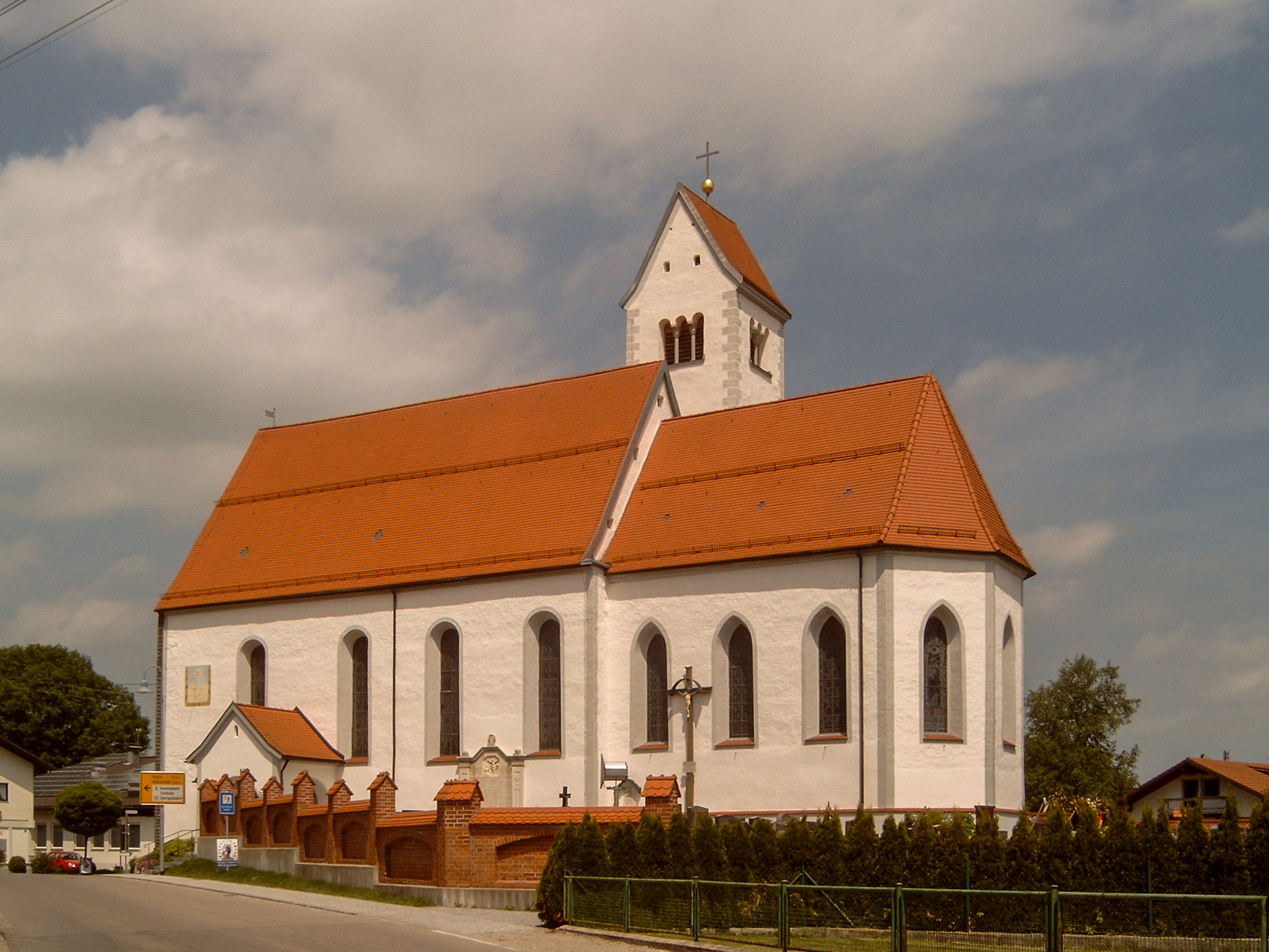
La iglesia en Lengenwang